# Stella Tennant
Pour les articles homonymes, voir Tennant.
Stella Tennant, née le 17 décembre 1970 à Londres (Angleterre) et morte le 22 décembre 2020 à Duns (Écosse),, est un mannequin britannique. 

## Biographie
Enfant, Stella Tennant est élevée en Écosse. Elle est la cadette d'un frère et d'une sœur. Son père, Tobias William Tennant, est le fils du 2e baron Glenconner. 
Par sa mère, elle est petite-fille d'Andrew Cavendish, onzième duc de Devonshire et de la duchesse de Devonshire, née Deborah Mitford, une des six sœurs Mitford. Elle est une cousine éloignée de Diana, princesse de Galles (les deux descendent de Jacques Ier d'Angleterre). Sa carrière débute réellement lorsqu'elle devient la « protégée » de l’influente Isabella Blow ; celle-ci la présente au photographe Steven Meisel qui la publie en couverture de l'influent Vogue Italia. Par la suite, Karl Lagerfeld lui propose un contrat à un million de livres pour Chanel.
Elle habitait en Écosse avec sa famille près de Duns dans le petit village d'Edrom (Berwickshire), dans les Marches écossaises. En 1999, elle avait épousé David Lasnet, alors assistant photographe de mode. et dont elle a eu quatre enfants durant leurs 21 ans de mariage. Ils divorcent en août 2020.
Elle se suicide quelques mois après,  le 22 décembre 2020. Sa famille confirme le 7 janvier 2021 qu'elle souffrait d'une dépression  depuis plusieurs années.